# 寄宿房的女兒們
《寄宿房的女兒們》（韓語：하숙집 딸들）是韓國KBS2電視台的真人秀綜藝節目。早期節目設定是以首爾城中「美淑家的寄宿房」的女主人李美淑和4個爸爸各不相同的貌美女兒朴詩妍、張新英、李多海及尹素怡及女兒們的舅舅李壽根、寄宿於寄宿房內的萬年考生朴修弘作為架空現實的人物關係為節目中心，跟每一集來到寄宿房要求入住的來賓，進行一連串入住查詢及遊戲測試。
在3月14日（第5集）播出後，節目組宣佈張新英、尹素怡及朴修弘將會退出往後的節目拍攝，節目形式亦進行改革，原定於3月21日晚上播出的集數（第6集）於當晚暫停播放，改以電影《特別搜查:囚犯的信》替代播出。3月28日晚上，節目（第6集）回復正常時間播出，節目形式改為每集與來賓，探訪韓國各地不同的寄宿房及學校宿舍，並以煮出住宿者母親的其中一道料理，為晚餐料理比賽『母親味道』的主題。

雖然，節目形式改變了，亦先後加入利特(Super Junior)及Boom成為不定期的嘉賓主持，但除了第6集外，節目形式變動後的收視率反而更加低迷，常常只能徘徊於1.7%與2.1%之間，因此有關方面亦決定2017年5月9日播出的第12集，作為節目的最後一集（第12集的收視率為2.6%）。

## 主持
| 姓名   | 演出日期      | 備註                                                                                   |
| ------ | ------------- | -------------------------------------------------------------------------------------- |
| 李美淑 | 2017年2月14日 |                                                                                        |
| 李壽根 | 2017年2月14日 |                                                                                        |
| 朴詩妍 | 2017年2月14日 |                                                                                        |
| 李多海 | 2017年2月14日 |                                                                                        |
| 利特   | 2017年4月4日  | 第7－9、11集嘉賓主持                                                                   |
| Boom   | 2017年5月2日  | 第9、11－12集嘉賓主持                                                                  |
| 張新英 | 2017年2月14日 | 2017年3月14日，第5集節目播出後， 節目模式需要進行改革， 三人亦宣佈退出相關節目的拍攝。 |
| 尹素怡 | 2017年2月14日 | 2017年3月14日，第5集節目播出後， 節目模式需要進行改革， 三人亦宣佈退出相關節目的拍攝。 |
| 朴修弘 | 2017年2月14日 | 2017年3月14日，第5集節目播出後， 節目模式需要進行改革， 三人亦宣佈退出相關節目的拍攝。 |

## 各集資訊
| 集數 | 播出日期      | 來賓                               | 備註                 |
| ---- | ------------- | ---------------------------------- | -------------------- |
| 1    | 2017年2月14日 | 無嘉賓                             |                      |
| 2    | 2017年2月21日 | 朴重勳                             |                      |
| 3    | 2017年2月28日 | 金鍾旼                             |                      |
| 4    | 2017年3月7日  | 鄭容和                             |                      |
| 5    | 2017年3月14日 | 金俊鎬                             | 金希澈(特別演出)     |
| 6    | 2017年3月28日 | 朴娜萊                             | 探訪首爾弘濟洞寄宿房 |
| 7    | 2017年4月4日  | 利特、神童、Jota、Charles Babinski | 探訪京畿道寄宿房     |
| 8    | 2017年4月11日 | 利特、鄭容和、李宗泫               | 探訪江原道江源學舍   |
| 9    | 2017年4月18日 | Boom、利特、李陳鎬                 | 探訪漢陽大學         |
| 10   | 2017年4月25日 | 張玉安、金日鐘、Samuel Okyere      | 探訪延世大學語言學院 |
| 11   | 2017年5月2日  | Boom、利特、滑川康男               | 探訪韓國體育大學     |
| 12   | 2017年5月9日  | Boom、SF9 、PRISTIN                | 探訪新進偶像團體宿舍 |

## 收視率
紅色表示為該年度最高收視率，藍色則表示為該年度最低收視率。
| 集數 | 撥出日期      | 收視率（AGB） |
| ---- | ------------- | ------------- |
| 1    | 2017年2月14日 | 5.4%          |
| 2    | 2017年2月21日 | 3.1％         |
| 3    | 2017年2月28日 | 2.8％         |
| 4    | 2017年3月7日  | 2.8％         |
| 5    | 2017年3月14日 | 2.4％         |
| 6    | 2017年3月28日 | 2.6%          |
| 7    | 2017年4月4日  | 1.9％         |
| 8    | 2017年4月11日 | 2.1%          |
| 9    | 2017年4月18日 | 1.7％         |
| 10   | 2017年4月25日 | 1.9%          |
| 11   | 2017年5月2日  | 2.1%          |
| 12   | 2017年5月9日  | 2.6%          |

備註：“-”為收視率未能身前20名，故無收視率數據。

## 外部連結
- 寄宿房的女兒們（页面存档备份，存于） - 官方網站